# 嵐璃寛 (3代目)

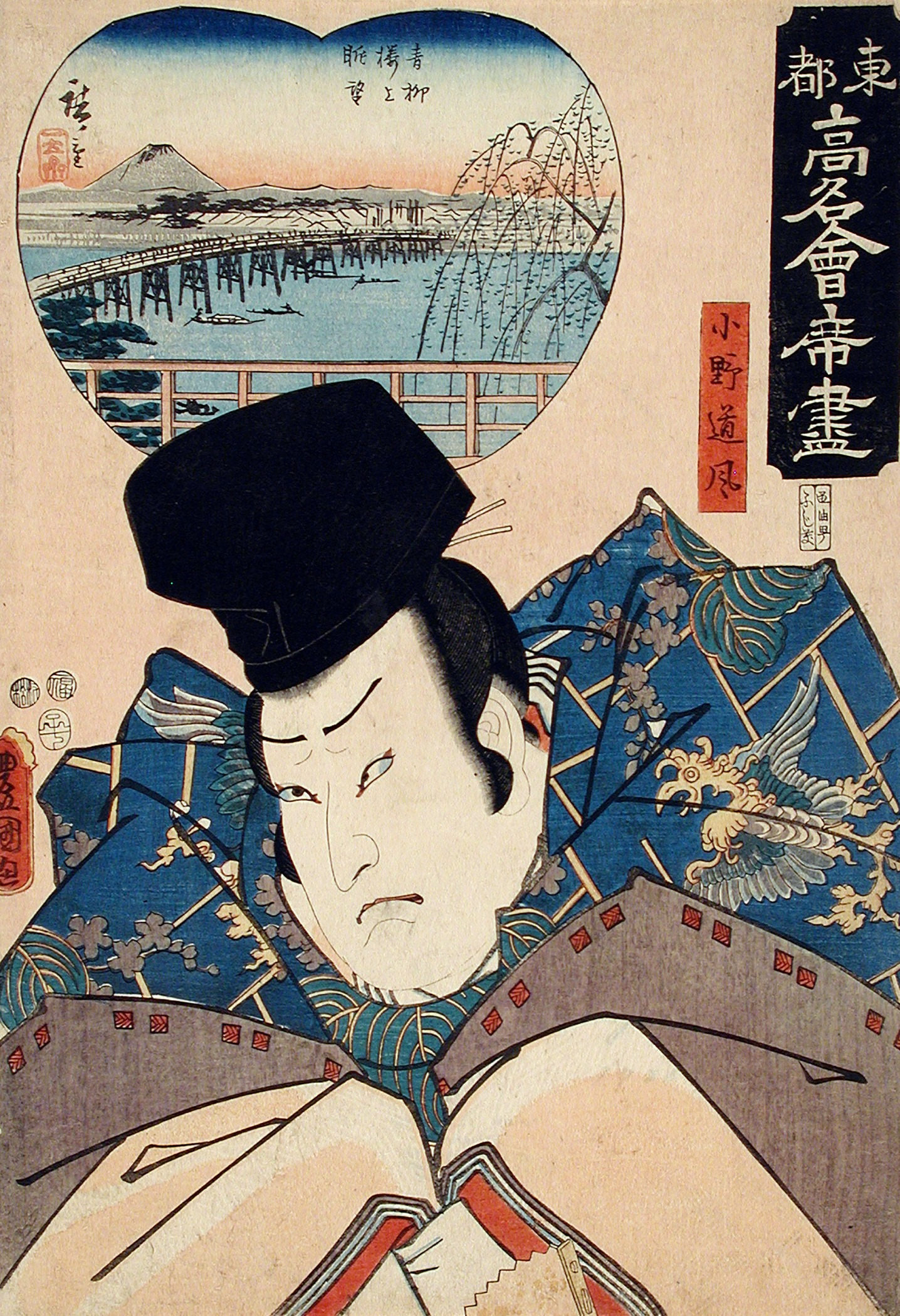
「東都高名会席尽」　三代目嵐璃寛の小野道風。三代目歌川豊国画。

三代目 嵐璃寛（さんだいめ あらし りかん、文化9年〈1812年〉 - 文久3年4月21日〈1863年6月7日〉）とは、江戸時代後期の大坂の歌舞伎役者。俳名は巌獅・橘蝶、屋号は葉村屋。

## 来歴
旅役者の生島岩五郎の子として生まれる。当初は父岩五郎と共に旅芝居に出ていたが、のちに二代目尾上多見蔵門下となって尾上和三郎と名乗り、文政10年（1827年）春に京の宮地芝居に若女形として出る。天保元年(1830年)には二代目嵐璃寛門人となり、三代目嵐徳三郎を襲名。以後女形として二代目璃寛の相手役を勤め、美しい女形という評判を取った。天保5年(1834年)11月に嵐橘蝶と名乗るが、同8年6月に師匠の璃寛が死去したのを受け、再び徳三郎を名乗る。天保10年（1839年）以降は立役も手がけるようになり、天保14年(1843年)11月、大坂大西芝居で三代目嵐璃寛を襲名した。
当り役は『小野道風青柳硯』の小野道風、『双蝶々曲輪日記』の濡髪長五郎、『妹背山婦女庭訓』のお三輪など。上方や江戸の舞台で活躍し、口跡がよく若女形、立役を得意としたが、女形の役のほうが評判はよかったという。享年52。実子に四代目嵐璃寛がいる。映画『鞍馬天狗』で名を馳せた嵐寛寿郎は子孫に当たる。